# Fußball-Bezirksliga Rostock 1983/84
Die Bezirksliga Rostock 1983/84 wurde nach zwölf Spielzeiten letztmals zweigleisig ausgeführt und war die 32. Austragung der vom Bezirksfachausschuss (BFA) Fußball Rostock durchgeführten Bezirksliga Rostock. Sie war die höchste Spielklasse im Bezirk Rostock und die dritthöchste im Ligasystem auf dem Gebiet des DFV.
In den Finalspielen um die Bezirksmeisterschaft standen sich der Vorjahresabsteiger aus der DDR-Liga die BSG KKW Greifswald als Sieger der Ost-Staffel und die Zweitvertretung von Hansa Rostock als Sieger der West-Staffel gegenüber. Die Rostocker sicherten sich nach 1967 ihren zweiten Bezirksmeistertitel, in dem sie beide Spiele gegen Greifswald gewannen. Damit qualifizierte sich Hansa für die Aufstiegsrunde zur übergeordneten DDR-Liga, in der sie in der Staffel 1 den dritten Rang belegten und in der Bezirksliga verblieben.
Durch die Reduzierung der DDR-Liga zur Folgesaison von fünf auf zwei Staffeln stiegen die BSG Motor Stralsund und die TSG Wismar in die Bezirksliga ab. Gleichzeitig zur DDR-Liga, wurde die Bezirksliga zur Folgesaison von zwei auf eine Staffel reduziert und 12 Mannschaften stiegen in eine der untergeordneten Bezirksklassestaffeln ab. Aus dem Osten waren dies Lokomotive Bergen, Bau Grimmen, Traktor Frauendorf, Vorwärts Dranske, Traktor Rambin und Dynamo Wolgast. Aus dem Westen stiegen die Zweitvertretung von der TSG Wismar, die HSG Uni Rostock, Traktor Rerik, die TSG Schönberg, Lokomotive Bad Doberan und Einheit Tessin ab. Im Gegenzug stieg zur Folgesaison der Erstplatzierte der Aufstiegsrunde Vorjahresabsteiger Einheit Gützkow zur Bezirksliga auf.

## Staffel Ost

### Abschlusstabelle
| Pl. | Verein                            | Sp. | S  | U | N  | Tore    | Diff. | Punkte |
| --- | --------------------------------- | --- | -- | - | -- | ------- | ----- | ------ |
| 1.  | BSG KKW Greifswald (A)            | 22  | 21 | 0 | 1  | 111:180 | +93   | 42:20  |
| 2.  | BSG Motor Wolgast                 | 22  | 14 | 5 | 3  | 055:310 | +24   | 33:11  |
| 3.  | BSG Rotes Banner Trinwillershagen | 22  | 14 | 3 | 5  | 069:250 | +44   | 31:13  |
| 4.  | ASG Vorwärts Stralsund II         | 22  | 12 | 5 | 5  | 052:270 | +25   | 29:15  |
| 5.  | BSG Lokomotive Greifswald         | 22  | 10 | 6 | 6  | 039:400 | −1    | 26:18  |
| 6.  | BSG Traktor Behrenhoff            | 22  | 8  | 9 | 5  | 042:320 | +10   | 25:19  |
| 7.  | BSG Lokomotive Bergen             | 22  | 8  | 5 | 9  | 042:480 | −6    | 21:23  |
| 8.  | BSG Bau Grimmen                   | 22  | 6  | 3 | 13 | 029:500 | −21   | 15:29  |
| 9.  | BSG Traktor Frauendorf (N)        | 22  | 6  | 3 | 13 | 026:580 | −32   | 15:29  |
| 10. | ASG Vorwärts Dranske              | 22  | 3  | 5 | 14 | 038:640 | −26   | 11:33  |
| 11. | BSG Traktor Rambin                | 22  | 2  | 4 | 16 | 025:680 | −43   | 08:36  |
| 12. | SG Dynamo Wolgast (N)             | 22  | 3  | 2 | 17 | 018:850 | −67   | 08:36  |

| (A) Absteiger aus der DDR-Liga 1982/83       |
| (N) Aufsteiger aus der Bezirksklasse 1982/83 |

### Kreuztabelle
Die Kreuztabelle stellt die Ergebnisse aller Spiele dieser Saison dar. Die Heimmannschaft ist in der linken Spalte aufgelistet und die Gastmannschaft in der obersten Reihe.
| Bezirksliga Rostock Staffel Ost 27. August 1983 – 14. April 1984 | Bezirksliga Rostock Staffel Ost 27. August 1983 – 14. April 1984 | BSG KKW Greifswald | BSG Motor Wolgast | BSG Rotes Banner Trinwillershagen | ASG Vorwärts Stralsund II | LoG | BEH | LoB | GRI | FRA     | VoD | RAM | DyW  |
| ---------------------------------------------------------------- | ---------------------------------------------------------------- | ------------------ | ----------------- | --------------------------------- | ------------------------- | --- | --- | --- | --- | ------- | --- | --- | ---- |
| 01.                                                              | BSG KKW Greifswald                                               |                    | 7:2               | 2:0                               | 3:0                       | 2:1 | 5:1 | 5:0 | 5:2 | 8:0     | 4:2 | 5:0 | 13:0 |
| 02.                                                              | BSG Motor Wolgast                                                | 1:2                |                   | 2:1                               | 2:1                       | 1:0 | 2:2 | 5:3 | 2:0 | 3:0     | 6:3 | 1:0 | 4:0  |
| 03.                                                              | BSG Rotes Banner Trinwillershagen                                | 2:1                | 2:2               |                                   | 3:2                       | 8:1 | 2:1 | 5:1 | 4:0 | 3:0     | 2:2 | 7:0 | 4:0  |
| 04.                                                              | ASG Vorwärts Stralsund II                                        | 0:3                | 2:2               | 2:2                               |                           | 2:1 | 4:1 | 4:1 | 6:2 | 4:1     | 1:0 | 6:0 | 7:0  |
| 05.                                                              | BSG Lokomotive Greifswald                                        | 0:6                | 1:3               | 1:0                               | 0:0                       |     | 1:1 | 3:3 | 2:2 | 5:3     | 3:0 | 2:1 | 4:0  |
| 06.                                                              | BSG Traktor Behrenhoff                                           | 0:4                | 0:0               | 3:2                               | 0:0                       | 2:2 |     | 2:0 | 3:0 | 0:1     | 8:2 | 7:1 | 3:0  |
| 07.                                                              | BSG Lokomotive Bergen                                            | 1:4                | 1:4               | 2:3                               | 1:1                       | 1:2 | 0:0 |     | 3:1 | 4:0     | 2:1 | 2:0 | 4:0  |
| 08.                                                              | BSG Bau Grimmen                                                  | 1:3                | 2:0               | 1:11                              | 0:1                       | 1:2 | 1:1 | 2:3 |     | 0:1     | 2:0 | 2:0 | 5:0  |
| 09.                                                              | BSG Traktor Frauendorf                                           | 0:8                | 0:3               | 0:3                               | 1:2                       | 0:2 | 1:1 | 1:3 | 0:0 |         | 2:1 | 4:1 | 4:2  |
| 10.                                                              | ASG Vorwärts Dranske                                             | 2:8                | 2:2               | 2:0                               | 2:4                       | 2:2 | 2:3 | 1:1 | 1:3 | [ O 1 ] |     | 4:3 | 5:0  |
| 11.                                                              | BSG Traktor Rambin                                               | 1:6                | 1:2               | 0:4                               | 0:2                       | 1:2 | 2:2 | 1:3 | 2:0 | 2:2     | 3:3 |     | 1:1  |
| 12.                                                              | SG Dynamo Wolgast                                                | 2:7                | 1:6               | 0:1                               | 2:1                       | 1:2 | 0:1 | 3:3 | 0:2 | 3:2     | 2:1 | 1:5 |      |

1. ↑  ASG Vorwärts Dranske – BSG Traktor Frauendorf (14. Spieltag); Wertung: 2:0 Punkte 3:0 Tore für Frauendorf.

### Torschützenliste
|    | Spieler        | Verein                | Tore |
| -- | -------------- | --------------------- | ---- |
| 1. | Jörg Seering   | BSG KKW Greifswald    | 20   |
| 2. | Eckard Mostek  | BSG Lokomotive Bergen | 16   |
| 3. | Uwe Karbautzki | ASG Vorwärts Dranske  | 14   |

## Staffel West

### Abschlusstabelle
| Pl. | Verein                           | Sp. | S  | U  | N  | Tore    | Diff. | Punkte |
| --- | -------------------------------- | --- | -- | -- | -- | ------- | ----- | ------ |
| 1.  | F.C. Hansa Rostock II (NWOL)     | 24  | 20 | 3  | 1  | 091:120 | +79   | 43:50  |
| 2.  | BSG Schiffahrt/Hafen Rostock II  | 24  | 13 | 8  | 3  | 058:250 | +33   | 34:14  |
| 3.  | BSG Einheit Grevesmühlen         | 24  | 12 | 5  | 7  | 040:270 | +13   | 29:19  |
| 4.  | TSG Bau Rostock II               | 24  | 10 | 9  | 5  | 032:220 | +10   | 29:19  |
| 5.  | SG Dynamo Rostock-Mitte          | 24  | 9  | 10 | 5  | 039:270 | +12   | 28:20  |
| 6.  | BSG Motor Warnowwerft Warnemünde | 24  | 9  | 9  | 6  | 044:320 | +12   | 27:21  |
| 7.  | BSG Motor Rostock                | 24  | 8  | 8  | 8  | 035:360 | −1    | 24:24  |
| 8.  | TSG Wismar II                    | 24  | 7  | 5  | 12 | 034:410 | −7    | 19:29  |
| 9.  | HSG Uni Rostock                  | 24  | 7  | 5  | 12 | 025:510 | −26   | 19:29  |
| 10. | BSG Traktor Rerik                | 24  | 7  | 4  | 13 | 029:520 | −23   | 18:30  |
| 11. | TSG Schönberg (N)                | 24  | 4  | 9  | 11 | 027:520 | −25   | 17:31  |
| 12. | BSG Lokomotive Bad Doberan       | 24  | 6  | 1  | 17 | 024:650 | −41   | 13:35  |
| 13. | BSG Einheit Tessin (N)           | 24  | 4  | 4  | 16 | 028:640 | −36   | 12:36  |

| (NWOL) Der F.C. Hansa Rostock II wurde aus der Nachwuchsoberliga eingegliedert. |
| (N) Aufsteiger aus der Bezirksklasse 1982/83                                    |

### Kreuztabelle
Die Kreuztabelle stellt die Ergebnisse aller Spiele dieser Saison dar. Die Heimmannschaft ist in der linken Spalte aufgelistet und die Gastmannschaft in der obersten Reihe.
| Bezirksliga Rostock Staffel West 27. August 1983 – 1. Mai 1984 | Bezirksliga Rostock Staffel West 27. August 1983 – 1. Mai 1984 | F.C. Hansa Rostock II | BSG Schiffahrt/Hafen Rostock II | BSG Einheit Grevesmühlen | TSG Bau Rostock II | SG Dynamo Rostock-Mitte | BSG Motor Warnowwerft Warnemünde | BSG Motor Rostock | TSG Wismar II | Uni     | RER | SCH | DBR | TES |
| -------------------------------------------------------------- | -------------------------------------------------------------- | --------------------- | ------------------------------- | ------------------------ | ------------------ | ----------------------- | -------------------------------- | ----------------- | ------------- | ------- | --- | --- | --- | --- |
| 01.                                                            | F.C. Hansa Rostock II                                          |                       | 1:1                             | 1:1                      | 1:0                | 1:1                     | 4:2                              | 4:0               | 4:0           | 7:0     | 5:1 | 6:0 | 6:0 | 4:1 |
| 02.                                                            | BSG Schiffahrt/Hafen Rostock II                                | 0:4                   |                                 | 0:0                      | 2:0                | 0:0                     | 2:2                              | 0:1               | 3:1           | 7:0     | 3:0 | 3:3 | 2:1 | 3:1 |
| 03.                                                            | BSG Einheit Grevesmühlen                                       | 0:3                   | 1:2                             |                          | 3:0                | 3:0                     | 2:2                              | 1:0               | 3:1           | 1:0     | 3:0 | 1:2 | 7:0 | 1:0 |
| 04.                                                            | TSG Bau Rostock II                                             | 2:1                   | 0:3                             | 2:0                      |                    | 3:0                     | 1:1                              | 0:0               | 0:0           | 1:1     | 0:0 | 1:0 | 4:1 | 1:1 |
| 05.                                                            | SG Dynamo Rostock-Mitte                                        | 0:1                   | 2:2                             | 2:2                      | 0:0                |                         | 1:2                              | 3:0               | 0:1           | 4:0     | 2:2 | 2:2 | 2:0 | 6:2 |
| 06.                                                            | BSG Motor Warnowwerft Warnemünde                               | 0:3                   | 2:1                             | 3:0                      | 0:1                | 3:3                     |                                  | 0:0               | 1:0           | 6:0     | 0:1 | 3:2 | 5:0 | 2:0 |
| 07.                                                            | BSG Motor Rostock                                              | 0:7                   | 1:1                             | 6:2                      | 1:3                | 0:1                     | 0:0                              |                   | 1:1           | [ W 1 ] | 4:1 | 3:2 | 4:0 | 6:1 |
| 08.                                                            | TSG Wismar II                                                  | 1:7                   | 1:3                             | 0:0                      | 0:1                | 0:0                     | 2:2                              | 0:3               |               | 1:2     | 1:4 | 4:0 | 3:0 | 1:0 |
| 09.                                                            | HSG Uni Rostock                                                | 0:1                   | 0:1                             | 0:2                      | 3:8                | 1:1                     | 2:2                              | 1:1               | 2:0           |         | 2:1 | 1:1 | 1:0 | 2:0 |
| 10.                                                            | BSG Traktor Rerik                                              | 1:9                   | 0:3                             | 1:2                      | 1:1                | 0:1                     | 3:1                              | 1:2               | 0:6           | 0:2     |     | 2:0 | 2:0 | 1:2 |
| 11.                                                            | TSG Schönberg                                                  | 0:6                   | 2:2                             | 0:2                      | 1:1                | 0:2                     | 0:2                              | 0:0               | 0:4           | 2:1     | 0:0 |     | 2:2 | 4:1 |
| 12.                                                            | BSG Lokomotive Bad Doberan                                     | 0:2                   | 0:7                             | 0:2                      | 2:0                | 2:5                     | 2:1                              | 3:1               | 3:2           | 3:1     | 1:2 | 0:1 |     | 3:1 |
| 13.                                                            | BSG Einheit Tessin                                             | 1:3                   | 2:7                             | 2:1                      | 0:2                | 0:1                     | 2:2                              | 1:1               | 2:4           | 1:0     | 2:5 | 3:3 | 2:1 |     |

1. ↑  BSG Motor Rostock – HSG Uni Rostock 1:1 (25. Spieltag); Wertung: 2:0 Punkte 3:0 Tore für Uni Rostock.

### Torschützenliste
|    | Spieler        | Verein                          | Tore |
| -- | -------------- | ------------------------------- | ---- |
| 1. | Ingolf Pönisch | BSG Schiffahrt/Hafen Rostock II | 20   |
| 2. | Heiner Martens | F.C. Hansa Rostock II           | 14   |

## Endspiele um die Bezirksmeisterschaft
Die beiden Staffelsieger ermittelten in Hin- und Rückspiel den Bezirksmeister. Das Hinspiel fand am Samstag, den 5. Mai 1984 im Rostocker Volksstadion und das Rückspiel eine Woche später am Samstag, den 12. Mai 1984 im Greifswalder Volksstadion statt.
| Datum                  | Staffelsieger West    | Gesamt | Staffelsieger Ost  | Hinspiel | Rückspiel |
| ---------------------- | --------------------- | ------ | ------------------ | -------- | --------- |
| Sa 5. Mai / Sa 12. Mai | F.C. Hansa Rostock II | 10:1   | BSG KKW Greifswald | 3:1      | 7:0       |

## Entscheidungsspiele um möglichen Bezirksligaverbleib
In den Entscheidungsspielen um einen möglichen Bezirksligaverbleib, standen sich der Tabellensiebte der Ost-Staffel und der Tabellenneunte der West-Staffel in Hin- und Rückspiel gegenüber. Das Hinspiel fand am Samstag, den 19. Mai 1984 im Bergener Ernst-Moritz-Arndt-Stadion und das Rückspiel eine Woche später am Samstag, den 26. Mai 1984 auf dem Rostocker Universitätssportplatz statt. Durch den verpassten Aufstieg von Hansa Rostock II in die DDR-Liga, mussten letztendlich beide Mannschaften in die Bezirksklasse absteigen.
| Datum                   | 7. der Staffel Ost    | Gesamt | 9. der Staffel West | Hinspiel | Rückspiel |
| ----------------------- | --------------------- | ------ | ------------------- | -------- | --------- |
| Sa 19. Mai / Sa 26. Mai | BSG Lokomotive Bergen | 5:1    | HSG Uni Rostock     | 2:0      | 3:1       |

## Bezirksliga-Aufstiegsrunde
In der Aufstiegsrunde ermittelten normalerweise die vier Staffelsieger der Bezirksklasse den Aufsteiger zur Bezirksliga. Da in den Staffeln 1 und 2 die Zweitvertretungen von KKW Greifswald und Rotes Banner Trinwillershagen die ersten Ränge belegten und nicht aufstiegsberechtigt waren, gingen die freien Plätze an die Zweitplatzierten Einheit Gützkow sowie Traktor Samtens. Jede Mannschaft bestritt je ein Heim- und Auswärtsspiel sowie ein Spiel auf neutralen Platz.

### Abschlusstabelle
| Pl. | Verein                               | Sp. | S | U | N | Tore    | Diff. | Punkte |
| --- | ------------------------------------ | --- | - | - | - | ------- | ----- | ------ |
| 1.  | BSG Einheit Gützkow (2. Staffel 1)   | 3   | 3 | 0 | 0 | 009:100 | +8    | 06:0   |
| 2.  | BSG Traktor Samtens (2. Staffel 2)   | 3   | 2 | 0 | 1 | 006:200 | +4    | 04:20  |
| 3.  | BSG Medizin Graal-Müritz (Staffel 3) | 3   | 0 | 1 | 2 | 003:900 | −6    | 01:50  |
| 3.  | BSG Post Wismar (Staffel 4)          | 3   | 0 | 1 | 2 | 003:900 | −6    | 01:50  |

### Kreuztabelle
Die Kreuztabelle stellt die Ergebnisse aller Spiele dieser Aufstiegsrunde dar. Die Heimmannschaft ist in der linken Spalte aufgelistet und die Gastmannschaft in der obersten Reihe.
| Aufstiegsrunde 19. Mai 1984 – 2. Juni 1984 | Aufstiegsrunde 19. Mai 1984 – 2. Juni 1984 | Gützkow | Samtens | Graal-Müritz | Wismar |
| ------------------------------------------ | ------------------------------------------ | ------- | ------- | ------------ | ------ |
| 1.                                         | BSG Einheit Gützkow                        |         | 2:1     | 3:0          | ---    |
| 2.                                         | BSG Traktor Samtens                        | ---     |         | 3:0          | 2:0    |
| 3.                                         | BSG Medizin Graal-Müritz                   | ---     | ---     |              | 3:3    |
| 3.                                         | BSG Post Wismar                            | 0:4     | ---     | ---          |        |

(kursiv) Spiele auf neutralen Platz